# Budry (gromada)
Budry – dawna gromada, czyli najmniejsza jednostka podziału terytorialnego Polskiej Rzeczypospolitej Ludowej w latach 1954–1972.
Gromady, z gromadzkimi radami narodowymi (GRN) jako organami władzy najniższego stopnia na wsi, funkcjonowały od reformy reorganizującej administrację wiejską przeprowadzonej jesienią 1954 do momentu ich zniesienia z dniem 1 stycznia 1973, tym samym wypierając organizację gminną w latach 1954–1972.
Gromadę Budry z siedzibą GRN w Budrach utworzono – jako jedną z 8759 gromad na obszarze Polski – w powiecie węgorzewskim w woj. olsztyńskim na mocy uchwały nr 28 WRN w Olsztynie z dnia 4 października 1954. W skład jednostki weszły obszary dotychczasowych gromad Budry, Budzewo, Sąkieły Małe, Więcki i Zabrost Wielki ze zniesionej gminy Budry w tymże powiecie. Dla gromady ustalono 16 członków gromadzkiej rady narodowej.
1 stycznia 1958 do gromady Budry włączono obszar zniesionej gromady Popioły, a także wsie Brzeźnik, Brzozowska Góra, Brzozówko i Gnaty, kolonia Dowiackie Nowiny oraz PGR Leśniki ze zniesionej gromady Krzywińskie – w tymże powiecie.
31 grudnia 1967 z gromady Budry wyłączono część obszaru PGR Ołownik (144 ha), włączając ją do gromady Olszewo Węgorzewskie w tymże powiecie.
Gromada przetrwała do końca 1972 roku, czyli do kolejnej reformy gminnej. 1 stycznia 1973 w powiecie węgorzewskim reaktywowano gminę Budry (w latach 1999-2001 gmina znajdowała się w powiecie giżyckim).